# Syspasis optica
Syspasis optica är en stekelart som först beskrevs av Johann Ludwig Christian Gravenhorst 1829.  Syspasis optica ingår i släktet Syspasis och familjen brokparasitsteklar. Inga underarter finns listade i Catalogue of Life.